# Alumni
Alumni (lat. [aˈlʊmniː], mn. učenici), alumnus (lat. [aˈlʊmnʊs], m. učenik) ili alumna (lat. [aˈlʊmna], ž. učenica) naziv je za bivšeg studenta nekog visokog učilišta. Suprotno pretpostavkama, pojam ne mora nužno podrazumijevati i da je pojedinac uspješno dovršio studijski program navedenog učilišta.